# La Chouffe
La Chouffe è una birra bionda belga, prodotta dalla brasserie d'Achouffe, situata nel villaggio di Achouffe, nella Provincia del Lussemburgo. Fa parte delle birre bionde delle Ardenne.

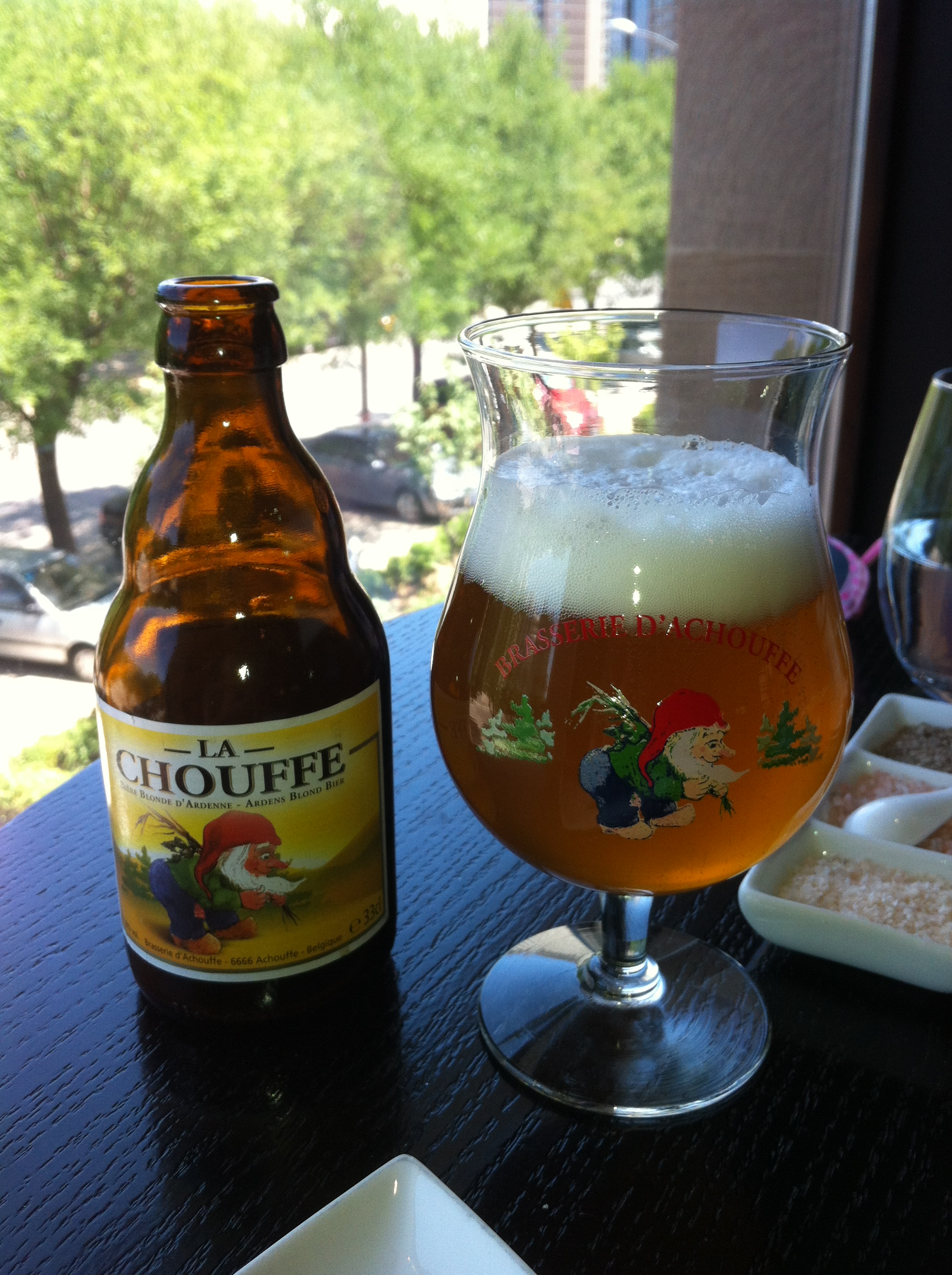
La Chouffe e il suo bicchiere

Presenta sull'etichetta uno gnomo con un cappello rosso e una folta barba bianca, come omaggio alle leggende popolari, diffuse nelle Ardenne, che vedono per protagonisti questi piccoli esseri.
Fu creata nel 1982 da due cognati, Pierre Gobron e Christian Bauweraerts, che iniziarono con una piccola produzione artigianale. Il successo ottenuto li obbligò ben presto ad abbandonare i loro precedenti lavori per concentrarsi sulla produzione della birra.

## Caratteristiche
La Chouffe è una birra bionda ad alta fermentazione, definibile come strong ale, non pastorizzata e non filtrata con gradazione alcolica pari all'8% vol. Presenta un aroma che ricorda i fiori d'arancio e la mela acerba.
Nella preparazione si usa acqua prelevata dalla sorgente di Cedrogne, luppoli di qualità Saaz e Styrie e, al termine, zucchero e coriandolo.

## Varianti
Esistono tre varianti della Chouffe: la Mc Chouffe e la n'ice Chouffe scure e la Houblon Chouffe, una India Pale Ale.